# Seleção Brasileira de Rugby Union
A Seleção Brasileira de Rugby é uma equipe de rugby union que representa o Brasil em jogos internacionais e é gerida pela Confederação Brasileira de Rugby (CBRu). Apesar de ser praticado no Brasil desde o início dos anos 1950, o rugby é um esporte pouco difundido no país, sendo que a equipe nacional masculina encontra-se no terceiro grupo do rugby mundial.  
Até a edição de 2019 da Copa do Mundo, o país não conseguiu a classificação para o principal torneio da modalidade. Nos últimos anos, no entanto, os resultados vêm melhorando consistentemente na medida em que a popularidade do rugby no Brasil aumenta de maneira exponencial.  
O primeiro título de peso do Brasil ocorreu no Campeonato Sul-Americano de Rugby de 2018, sendo este o torneio inaugural do formato Seis Nações da elite deste esporte no continente. Antes deste, o vice-campeonato no sul-americano de 1964, quando sediou o evento pela primeira vez, despontava como a melhor campanha da seleção brasileira deste esporte.

## Símbolo
Assim como todas as equipes têm o seu símbolo, o Brasil buscou sua identidade e se apelidou de "Vitória Régia", uma escolha que nunca ganhou popularidade. Em 2010, a CBRu deu início a um processo de seleção de um novo símbolo para a equipe nacional em substituição deste. Depois de analisadas cerca de duzentas propostas, através de um júri da confederação, os três conceitos finalistas, colocados para votação popular através da internet, foram "as araras", "os tupis" e "as sucuris". "Tupi" acabou sendo o nome vitorioso, com 47,16% dos 9.302 votos.

## História

### Início
O Brasil começou a participar de jogos internacionais de rugby no início dos anos 1950, ocasião em que montou uma equipe para a disputa da primeira edição dos Jogos Pan-Americanos. O primeiro jogo foi contra o Uruguai de quem perdeu por 8 a 6. O Brasil continuou a se envolver em jogos contra o Chile, Argentina e Uruguai nos anos 1950 e 1960. Em 1964 foi vice-campeão do Campeonato Sul-Americano, o melhor resultado já obtido até hoje.
Em 1974, a Seleção enfrentou os pesados franceses, de quem perdeu de 99 a 7. No final dos anos 1990, o Brasil passou a fazer menos jogos.

### Retomada
No início da década de 2000, a Seleção voltou à ativa permanecendo invicta do ano 2000 a 2002, totalizando sete jogos. Em outubro de 2006, a seleção venceu o Campeonato Sul-Americano - Divisão B invicta.
Em 2007, a seleção brasileira conseguiu o bicampeonato no Campeonato Sul-Americano - Divisão B. Por causa desse resultado, a partir de 2008 o Brasil passa a integrar a divisão principal do Campeonato Sul-Americano de Rugby, que comporta apenas os quatro países melhores ranqueados na CONSUR (Confederação Sul-Americana de Rugby).
Com os bons resultados e evolução constante, entre 2008 e 2010, o Brasil subiu consideravelmente no ranking da International Rugby Board (IRB) na categoria, da 45ª para a 27ª posição, e seu planejamento passou a ter como objetivo classificar-se para a Copa do Mundo pela primeira vez na história. Em 2011, consegue feito histórico: Na disputa do torneio Cross Border Norte, disputado em Encarnación, no Paraguai, derrota, pela primeira vez, uma equipe de uma província argentina, quando, na disputa pela terceira colocação, venceu a Unión de Rugby de Misiones por 27 a 11.
No final do ano, disputa pela primeira vez na história uma competição fora da América do Sul, a Copa das Nações Emirates Airlines, em Dubai, nos Emirados Árabes Unidos onde consegue uma vitória (contra os anfitriões) e duas derrotas (contra Hong Kong e Quênia), terminando na terceira colocação.

## Temporadas

### 2012
Em maio, no Chile, no Campeonato Sul-Americano, o Brasil enfrentou novamente a Argentina, sem precisar passar por Uruguai e Chile para isso. Os Tupis não enfrentava a seleção "A" da Argentina (apelidada de "Pumas") desde 1993. Como parte do planejamento de preparação da seleção para elevação da qualidade técnica e tática, a CBRu fechou um acordo com a Federação de Rugby de Canterbury (região da Nova Zelândia) e com o time profissional neozelandês Crusaders e o Brasil será treinado por Tabai Matson, fijiano-neozelandês em busca de uma grande evolução na modalidade. O resultado foi que nos jogos contra Uruguai e Chile, apesar de derrota para ambos, as partidas tiveram os placares mais apertados das últimas décadas. 
Por ter terminado na quarta e última colocação, o Brasil disputou, no dia 27 de outubro, partida contra o Paraguai, campeão do Sul-Americano B. A disputa valeu pela  vaga ao Campeonato Sul-Americano de 2013, como pelas eliminatórias da Copa do Mundo de 2015. Em partida realizada no estádio Nicolau Alayon, em São Paulo, os Tupis derrotaram os Jacarés por 35 a 22.

### 2013
Visando o Campeonato Sul-Americano, que valeria vaga tanto para a Copa do Mundo, quanto para o Americas Championship, o Brasil organizou uma preparação que incluiu jogos contra equipes argentinas, em La Plata, onde conseguiu bons resultados, e contra o México, na capital paulista, obtendo vitórias expressivas. Apesar de muita expectativa para o Sul-Americano, o Brasil não resistiu ao Chile em Temuco e perdeu por 38 a 22. Emocionalmente abalado pelo resultado, os brasileiros ainda perderam por uma diferença considerável contra o Uruguai (58 a 7) e para a Argentina (83 a 0), ambas as partidas em Montevidéu. Para o segundo semestre, o Brasil novamente disputa a repescagem contra o vencedor do CONSUR B.

### 2014
A temporada 2014 começou na noite do dia 15 de Fevereiro quando a equipe Brasileira jogou contra a Seleção da União de Rugby da Província de Misiones, Argentina. A partida foi disputada sob forte chuva no Centro de Treinamento da Confederação Brasileira de Rugby em São José dos Campos e terminou com vitória de 22 a 14 para o Brasil. O segundo amistoso do ano se deu no dia 22 de março, em São José dos Campos, contra a seleção do Nordeste da Argentina, que terminou com derrota dos Tupis por 28 x 15. 
O Campeonato Sul-Americano de 2014 apresentou fórmula nova de disputa, com Uruguai, Chile, Paraguai e Brasil se enfrentando sem uma sede fixa. Brasileiros e paraguaios tiveram duas partidas em casa e uma fora, ao passo que uruguaios e chilenos jogaram apenas uma partida cada em casa. Os uruguaios terminaram com o título, tendo derrotado o Brasil em Bento Gonçalves, que recebeu uma partida oficial da seleção brasileira de XV pela primeira vez na história. O placar na Serra Gaúcha foi 34 x 9 para os Teros, pela segunda rodada, no dia 3 de maio. A abertura do torneio marcou um resultado histórico para o Brasil: pela primeira vez em uma partida oficial de XV, o Brasil derrotou o Chile. A partida foi na Arena Barueri, no dia 26 de abril, terminando em 24 x 16 para os Tupis. Os chilenos ainda venceriam na segunda rodada os paraguaios, mas perderiam para os uruguaios na terceira rodada. No dia 10 de maio, o Brasil foi a Assunção enfrentar o Paraguai, valendo o vice-campeonato. Os paraguaios venceram a partida por 31 x 24 assegurando a segunda posição pelo saldo de pontos, com apenas 3 pontos de saldo acima do Brasil.

## Uniforme
A partir de dezembro de 2009, a Topper passou a patrocinar as seleções de rugby do Brasil. Durante o SPAC Lions deste ano, a empresa apresentou os novos uniformes.
- Primeiro Uniforme: Camisa amarela com detalhes verdes; calção verde e meias brancas
- Segundo Uniforme: Camisa Verde com detalhes amarelos; calção branco e meias verdes
- Terceiro Uniforme: Camisa branca com detalhes verde e amarelo; calção branco e meias brancas
- Uniforme de treino: Camisa azul com detalhes amarelos, calção branco e meias brancas

| Uniforme Titular | Uniforme Reserva | Terceiro Uniforme | Uniforme de treino |  |

## Competições

### Copas do Mundo
| Ano  | Sede                                                 | Resultado          | Fase                            |
| ---- | ---------------------------------------------------- | ------------------ | ------------------------------- |
| 1987 | Nova Zelândia e Austrália                            | Não entrou         | Não entrou                      |
| 1991 | Inglaterra, Irlanda, Escócia, País de Gales e França | Não entrou         | Não entrou                      |
| 1995 | África do Sul                                        | Não entrou         | Não entrou                      |
| 1999 | País de Gales                                        | Não se classificou | Jogo eliminatório simples       |
| 2003 | Austrália                                            | Não se classificou | Terceira fase das eliminatórias |
| 2007 | França                                               | Não se classificou | Segunda fase das eliminatórias  |
| 2011 | Nova Zelândia                                        | Não se classificou | Segunda fase das eliminatórias  |
| 2015 | Inglaterra                                           | Não se classificou | Segunda fase das eliminatórias  |
| 2019 | Japão                                                | Não se classificou | Segunda fase das eliminatórias  |
| 2023 | França                                               | Não se classificou | Terceira fase das eliminatórias |

### Campeonato Sul-Americano

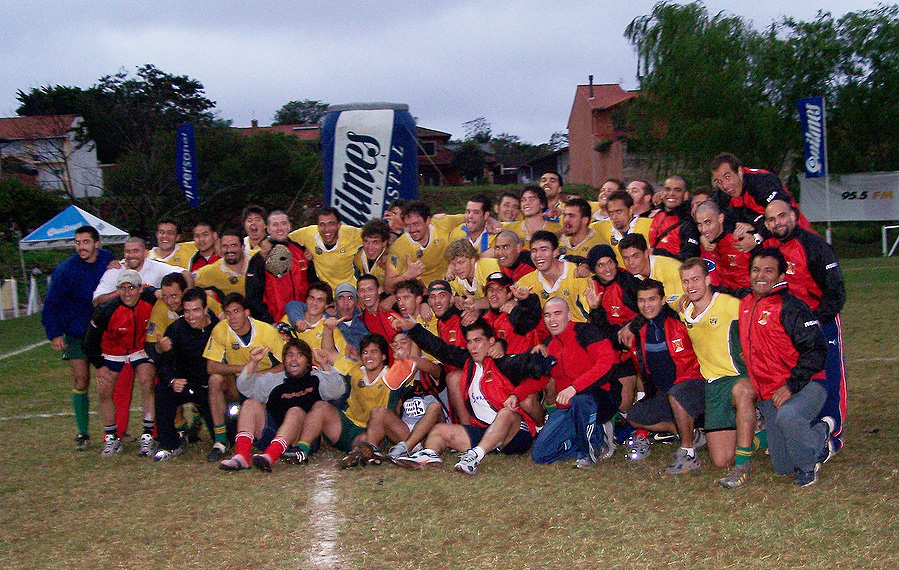
Seleções de Brasil e Peru.

#### Divisão A
| Edição         | Sede                  | Ano            | Posição                 |
| -------------- | --------------------- | -------------- | ----------------------- |
| I              | Buenos Aires          | 1951           | Quarto lugar            |
| II             | Santiago              | 1958           | Não entrou              |
| III            | Montevidéu            | 1961           | Quarto lugar            |
| IV             | São Paulo             | 1964           | Vice-campeão            |
| De 1967 a 1969 | De 1967 a 1969        | De 1967 a 1969 | Não entrou              |
| VII            | Montevidéu            | 1971           | Quarto lugar            |
| VIII           | São Paulo             | 1973           | Quarto lugar            |
| IX             | Assunção              | 1975           | Quarto lugar            |
| X              | San Miguel de Tucumán | 1977           | Quinto lugar            |
| XI             | Santiago              | 1979           | Quarto lugar            |
| XII            | Montevidéu            | 1981           | Quarto lugar            |
| De 1983 a 1987 | De 1983 a 1987        | De 1983 a 1987 | Não entrou              |
| XVI            | Montevidéu            | 1989           | Quarto lugar            |
| XVII           | Sem sede fixa         | 1991           | Quinto lugar            |
| XVIII          | Sem sede fixa         | 1993           | Quinto lugar            |
| De 1995 a 1998 | De 1995 a 1998        | De 1995 a 1998 | Não entrou              |
| De 2000 a 2008 | De 2000 a 2008        | De 2000 a 2008 | Participou da Divisão B |
| XXXI           | Montevidéu            | 2009           | Quarto lugar            |
| XXXII          | Santiago              | 2010           | Quarto lugar            |
| XXXIII         | Puerto Iguazú         | 2011           | Quarto lugar            |
| XXXIV          | Santiago              | 2012           | Quarto lugar            |
| XXXV           | Temuco e Montevidéu   | 2013           | Quarto lugar            |
| XXXVI          |                       | 2014           | Terceiro lugar          |
| XXXVII         | Sem sede fixa         | 2015           | Quarto lugar            |
| XXXVIII        | Sem sede fixa         | 2016           | Terceiro lugar          |
| XXXIX          | Sem sede fixa         | 2017           | Terceiro lugar          |
| XL             | Sem sede fixa         | 2018           | Campeão                 |
| XLI            | Sem sede fixa         | 2019           | Quarto lugar            |
| XLII           | Montevidéu            | 2020           | Quarto lugar            |

#### Divisão B
| Edição | Sede          | Ano  | Posição        |
| ------ | ------------- | ---- | -------------- |
| XXII   | São Paulo     | 2000 | Campeão        |
| XXIII  | Sem sede fixa | 2001 | Campeão        |
| XXIV   | Lima          | 2002 | Campeão        |
| XXV    | Bogotá        | 2003 | Vice-campeão   |
| XXVI   | São Paulo     | 2004 | Vice-campeão   |
| XXVII  | Assunção      | 2005 | Terceiro lugar |
| XXVIII | Caracas       | 2006 | Campeão        |
| XXIX   | Lima          | 2007 | Campeão        |
| XXX    | Assunção      | 2008 | Campeão*       |
|        | Barranquilla  | 2022 | Campeão        |
|        | Assunção      | 2023 | Campeão        |

(*) Com o resultado, o Brasil volta à Divisão A.

### Dados gerais
Seu registro de confrontos com outras nações:
| Equipe                 | J   | V  | E | D  | PF   | PC   | Dif   |
| ---------------------- | --- | -- | - | -- | ---- | ---- | ----- |
| Argentina              | 13  | 0  | 0 | 13 | 47   | 1054 | -1007 |
| Chile                  | 21  | 1  | 2 | 18 | 222  | 765  | -543  |
| Colômbia               | 8   | 8  | 0 | 0  | 395  | 34   | +361  |
| Costa Rica             | 1   | 1  | 0 | 0  | 95   | 0    | +95   |
| França                 | 2   | 0  | 0 | 2  | 13   | 140  | -127  |
| Hong Kong              | 1   | 0  | 0 | 1  | 3    | 37   | -34   |
| México                 | 2   | 2  | 0 | 0  | 126  | 19   | 117   |
| Quénia                 | 2   | 0  | 0 | 2  | 42   | 45   | -3    |
| Oxford e Cambridge     | 2   | 0  | 0 | 2  | 13   | 102  | -89   |
| Paraguai               | 21  | 12 | 0 | 9  | 417  | 411  | 6     |
| Peru                   | 9   | 9  | 0 | 0  | 404  | 61   | +343  |
| Trinidad e Tobago      | 5   | 4  | 0 | 1  | 75   | 71   | +4    |
| Emirados Árabes Unidos | 1   | 1  | 0 | 0  | 66   | 3    | +63   |
| Uruguai                | 20  | 3  | 0 | 17 | 182  | 695  | -513  |
| Venezuela              | 9   | 8  | 0 | 1  | 256  | 98   | +158  |
| Total                  | 113 | 48 | 1 | 64 | 2358 | 3456 | -1198 |

- Atualizado até 5 de maio de 2013

## Melhores resultados

### Títulos
- Campeonato Sul-Americano - Seis Nações : 2018;
- Campeonato Sul-Americano B (6): 2000, 2001, 2002, 2006, 2007 e 2008;

- Campeonato Sul-Americano B M19 (2): 2009 e 2012.

### Outros destaques
- Campeonato Sul-Americano A: vice-campeão em 1964;
- Copa das Nações Emirates Airlines: terceiro lugar em 2011;
- Cross Border Norte: terceiro lugar em 2011.

## Elenco atual
Em novembro de 2018, os vinte e três jogadores então convocados para atuar no amistoso contra os Maori All Blacks foram os atletas abaixo listados.
| Número | Nome              | Posição    | Idade | Jogos | Clube                   |
| ------ | ----------------- | ---------- | ----- | ----- | ----------------------- |
| 1      | Lucas Abud        | Pilar      | 25    |       | Poli Rugby              |
| 2      | Wilton Rebolo     | Pilar      |       |       | Bandeirantes Rugby Club |
| 3      | Jardel Vettorato  | Pilar      | 33    | -     | Farrapos                |
| 4      | Luiz Vieira       | 2ª Linha   | -     | -     | Tyrosse Rugby           |
| 5      | Cleber Dias       | 2ª Linha   | 23    | -     | Poli Rugby              |
| 6      | Arthur Bergo      | 2ª Linha   | 24    | -     | SPAC                    |
| 7      | Devon Müller      | Asa        | 21    | -     | Bandeirantes Rugby Club |
| 8      | Andre Arruda      | Oitavo     | 29    | -     | Desterro                |
| 9      | Lucas Duque       | Scrum-Half | 34    | -     | São José                |
| 10     | Josh Reeves       | Abertura   | 28    | -     | Utah Warriors           |
| 11     | Robert Tenório    | Ponta      | 22    | -     | Pasteur                 |
| 12     | Moisés Duque      | Centro     | 30    | -     | São José                |
| 13     | Felipe Sancery    | Centro     | 24    | -     | São José                |
| 14     | Lucas Tranquez    | Ponta      | 24    | -     | Poli Rugby              |
| 15     | Daniel Sancery    | Fullback   | 24    | -     | São José                |
| 16     | Caique Segura     | Pilar      | 25    | -     | São José                |
| 17     | Endy William      | Hooker     | 23    | -     | Curitiba                |
| 18     | Matheus Rocha     | Pilar      | 21    | -     | Jacareí Rugby           |
| 19     | Matteo Dell'Acqua | Asa        | -     | -     | Valorugby               |
| 20     | Michael Oliveira  | Asa        | 27    | -     | Curitiba                |
| 21     | Douglas Rauth     | Scrum-Half | 21    | -     | Curitiba                |
| 22     | Jacobus De Wet    | Centro     | 24    | -     | Poli Rugby              |
| 23     | Stefano Giantorno | Ponta      | 27    | -     | São José                |

## Seleção feminina
Em 2009 se formou a seleção feminina de rugby union, para um amistoso contra a seleção holandesa em Amsterdã, partida essa em que as brasileiras foram derrotadas por 10 a 0. Logo depois, as equipes reservas de ambos os times duelaram, desta vez com triunfo brasileiro. O último jogo do time de 15 jogadoras foi contra a seleção de rugby de Utrecht, com uma vitória de 35 a 6. Após isso, a seleção não realizou mais jogos internacionais em competições de XV.
| Equipe        | J | V | E | D | PF | PC | Dif |
| ------------- | - | - | - | - | -- | -- | --- |
| Países Baixos | 1 | 0 | 0 | 1 | 0  | 10 | -10 |
| Utrecht       | 1 | 1 | 0 | 0 | 35 | 6  | +29 |
| Total         | 2 | 1 | 0 | 1 | 35 | 16 | +19 |

## Jogadores notáveis
Dentre os atletas que representaram o Brasil neste esporte, destacam-se os seguintes:
- Charles Miller
- Paulo do Rio Branco
- Diego Padilla
- Colin Turnbull
- Pedro Cardoso
- Moisés Duque
- Fernando Portugal
- Paula Ishibashi